# Ñürüm
Ñürüm é um distrito da comarca de Ngöbe-Buglé, Panamá. Possui uma área de 577,50 km² e uma população de 10.833 habitantes (censo 2000), perfazendo uma densidade demográfica de 18,76 hab./km². Sua capital é a cidade de Buenos Aires.